# Damavand (ciutat)

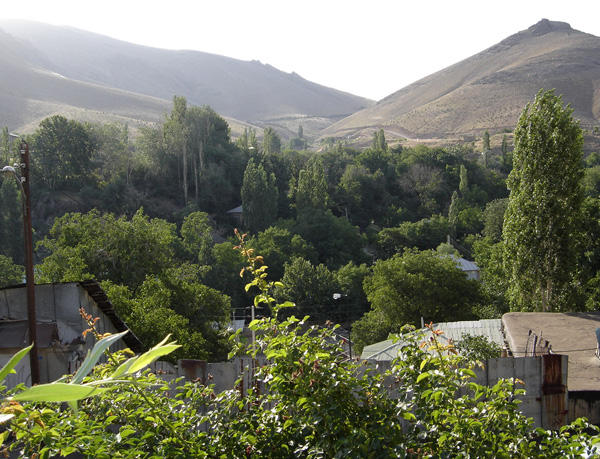
La regió

Per la muntanya del mateix nom vegeu Muntanya Damavand.
Damavand és una ciutat de l'Iran a la província de Teheran. Té una població estimada (2005) de 90.000 habitants. No gaire lluny es troba la muntanya Damavand de la que agafa el nom.
La ciutat és esmentada als textos sassànides com a Dunbawand. S'hi han trobat algunes restes corresponents a l'Imperi Part. Va caure en mans dels àrabs musulmans el 651.
A la ciutat hi ha 37 tombes (Imamzadeh), 27 castells o fortaleses en ruïnes, 23 cases antigues d'arquitectura notable, 18 banys històrics, 5 ponts històrics, 3 mesquites històriques, i 3 antigues estacions de caravanes.
El comtat de Damavand inclou Kilan, Oureh, Dashtehmazar, Ahmadabad, Cheshmeh Aalla, Mosha, Dashta, Rouhafza, Mahaleh-Darvish, Tizab, Llac Tar, Abesard i Gilavand.
El nom apareix en diverses formes: Demawend, Demavend, Damawand, Damavand, Danbawand, Dunbawand, Dubawand, Dumawand, Danbavand, Dunbavand, Dubavand, Dumavand, Demawand, Demavand, Demawand, Demavand. La forma més antiga és Dunbbawand.

## Nota
1. ↑  «Fotos de Kilan, text en farsi». Arxivat de l'original el 2007-06-21. [Consulta: 3 març 2021].